# Вооружённые силы Багамских Островов

Флаг Вооружённых сил Багамских островов

Королевские Вооружённые силы Багамских Островов (англ. Royal Bahamas Defence Force) — военная организация Содружества Багамских Островов, совокупность войск предназначенная для защиты свободы, независимости и территориальной целостности государства.
Комплектование личным составом производится на добровольной основе.

## История
Создание военизированных формирований было начато после того, как 10 июля 1973 года Багамские острова стали независимым государством в составе Британского Содружества.
В 1978 году в распоряжение службы береговой охраны были переданы первые корабли — два патрульных катера типа «Vosper 103» (HMBS Flamingo и HMBS Marlin) и три малых патрульных катера.
31 марта 1980 года парламент страны принял закон о создании вооружённых сил. Первоначально, личный состав был одет в униформу британского образца и использовал английское оружие: пистолеты-пулемёты Sterling L2 и самозарядные винтовки FN FAL и L1A1. В дальнейшем, начало поступать оружие и снаряжение производства США и иных стран.
10 мая 1980 года в районе острова Раггед-Айленд при попытке задержать кубинские рыболовные суда Ferrocem 165 и Ferrocem 54 багамский патрульный катер HMBS Flamingo был обстрелян истребителями МиГ-21 кубинских ВВС и впоследствии затонул. Погибли 4 из 19 членов экипажа, среди них обстрелявший кубинцев стрелок Дэвид Такер, радио оператор Остин Смит, йомен Фенрик Старрап и матрос Эдвард Уилльямс.
В 1986 году из Великобритании были получены три патрульных катера класса Protector.
В 1991 году из США был получен десантный катер типа LCU-1610, получивший новое название — «Fort Charlotte».
В 1994 году подразделение вооружённых сил Багамы принимало участие в миротворческой операции UNMIH (UN Mission in Haiti), которая проводилась на Гаити силами ООН.
В 1997 году в США были заказаны и в 1999—2000 годы — получены два 60-метровых патрульных катера класса Bahamas.

## Современное состояние

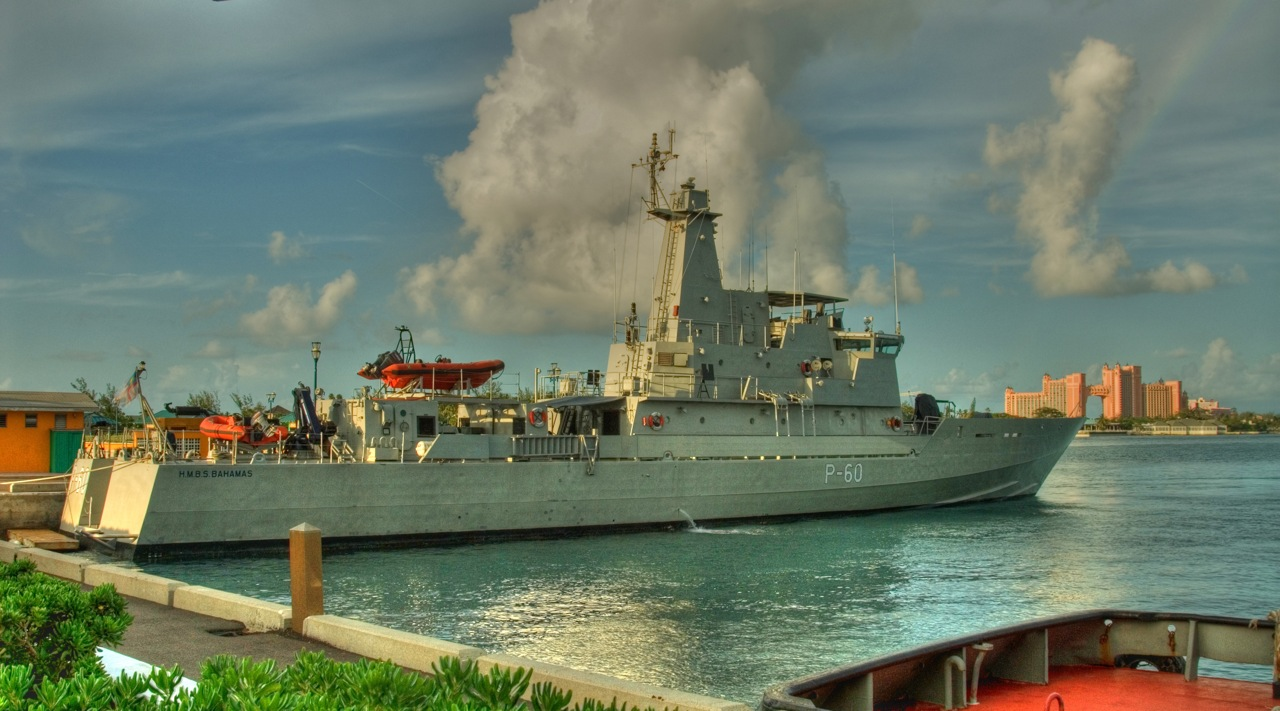
HMBS Bahamas P-60 в Нассау

### Организационная структура
В состав вооружённых сил Багамских островов входят сухопутные, авиационные подразделения, а также военно-морские силы. Общая численность вооружённых сил составляет 860 человек.

#### Патрульный отряд
В настоящее время в составе вооружённых сил имеется два патрульных корабля класса Bahamas и восемнадцать малых патрульных катеров.
| Изображение        | Название                    | Класс                   | Производство       | Количество         | Примечания         |
| Патрульные корабли | Патрульные корабли          | Патрульные корабли      | Патрульные корабли | Патрульные корабли | Патрульные корабли |
| ------------------ | --------------------------- | ----------------------- | ------------------ | ------------------ | ------------------ |
|                    | HMBS Bahamas (P-60)         | класс Bahamas           | США                | 1                  |                    |
|                    | HMBS Nassau (P-61)          | класс Bahamas           | США                | 1                  |                    |
| Патрульные катера  |                             |                         |                    |                    |                    |
|                    | HMBS Arthur Dion Hanna      | класс Legend            | Нидерланды         | 1                  |                    |
|                    | HMBS Durward Knowles        | класс Legend            | Нидерланды         | 1                  |                    |
|                    | HMBS Leon Livingstone Smith | класс Legend            | Нидерланды         | 1                  |                    |
|                    | HMBS Rolly Gray             | класс Legend            | Нидерланды         | 1                  |                    |
|                    | HMBS Lignum Vitae           | класс Floral            | Нидерланды         | 1                  |                    |
|                    | HMBS Cascarilla             | класс Floral            | Нидерланды         | 1                  |                    |
|                    | HMBS Kamalame               | класс Floral            | Нидерланды         | 1                  |                    |
|                    | HMBS Madeira                | класс Floral            | Нидерланды         | 1                  |                    |
|                    | Sea Ark 12m                 | класс Dauntless Sea Ark | США                | 2                  |                    |
|                    | Sea Ark 15m                 | класс Dauntless Sea Ark | США                | 2                  |                    |
|                    | SAFE 33                     | класс Defender          | США                | 1                  |                    |
|                    | SAFE 44                     | класс Defender          | США                | 4                  |                    |
| Десантные суда     |                             |                         |                    |                    |                    |
|                    | HMBS Lawrence Major         | класс Damen Stan Lander | Нидерланды         | 1                  |                    |

#### Сухопутные силы
Сухопутные силы включают в себя подразделение «коммандос» (500 чел.), артиллерийское подразделение (105-мм буксируемых гаубиц M101), подразделение охраны объектов и береговой обороны.
На вооружении военнослужащих имеется стрелковое оружие и автотранспорт:
- Пистолеты Smith & Wesson Model 5906; Glock 17; Beretta 92
- 9-мм пистолеты-пулемёты Heckler & Koch MP5; Uzi; Sterling L2
- ружья SPAS-12 и Remington 870P
- 7,62-мм самозарядные винтовки FN FAL и L1A1
- 5,56-мм автоматы IMI Galil; Colt M4; M16A1 и AR-15R-600
- 7.62-мм снайперские винтовки Remington 700
- 7.62-мм пулемёты FN MAG
- Автомобили Land-Rover 4x4

#### Авиация
| Изображение           | Тип                       | Производство          | Назначение                       | Количество            | Примечания            |
| Транспортные самолёты | Транспортные самолёты     | Транспортные самолёты | Транспортные самолёты            | Транспортные самолёты | Транспортные самолёты |
| --------------------- | ------------------------- | --------------------- | -------------------------------- | --------------------- | --------------------- |
|                       | Beechcraft Super King Air | США                   | Лёгкий самолёт общего назначения | 1                     |                       |
|                       | Cessna 208 Caravan        | США                   | Лёгкий самолёт общего назначения | 1                     |                       |
|                       | Partenavia P.68           | Италия                | Лёгкий транспортный самолёт      | 1                     |                       |

## Иностранная военная помощь
- США сохраняют присутствие военно-полицейских сил на Багамах и вложили несколько миллионов долларов в реконструкцию военной базы в районе Инагуа, которой пользуются как багамские вооружённые силы, так и США[6].